# When The Sinner
Es un sencillo de la banda de Power metal Helloween, que pertencece al disco Chameleon. La versión japonesa incluye la canción "Oriental Journey".

## Lista de canciones
1. "When The Sinner (edit)"   4:47
2. "When The Sinner (album version)"6:58
3. "Oriental Journey" (Japan only) 5:45
4. "I Don't Care, You Don't Care"

## Miembros
- Michael Kiske - Vocalista
- Roland Grapow - Guitarra
- Michael Weikath - Guitarra
- Markus Grosskopf - Bajo
- Ingo Schwichtenberg - Batería

- Datos: Q6167116